# جولی گونزالو
جولی گونزالو (انگلیسی: Julie Gonzalo؛ زادهٔ ۹ سپتامبر ۱۹۸۱) یک هنرپیشه اهل ایالات متحده آمریکا است. وی از سال ۲۰۰۱ میلادی تاکنون مشغول فعالیت بوده‌است.
از فیلم‌های معروف او می‌توان به بازی در فیلم‌های ورونیکا مارس، جمعه عجیب، داستان سیندرلا، کریسمس در کنار خانواده کرنک، باید سگ‌ها را دوست داشت، داج بال اشاره کرد.